# آدولفو مارسیاک

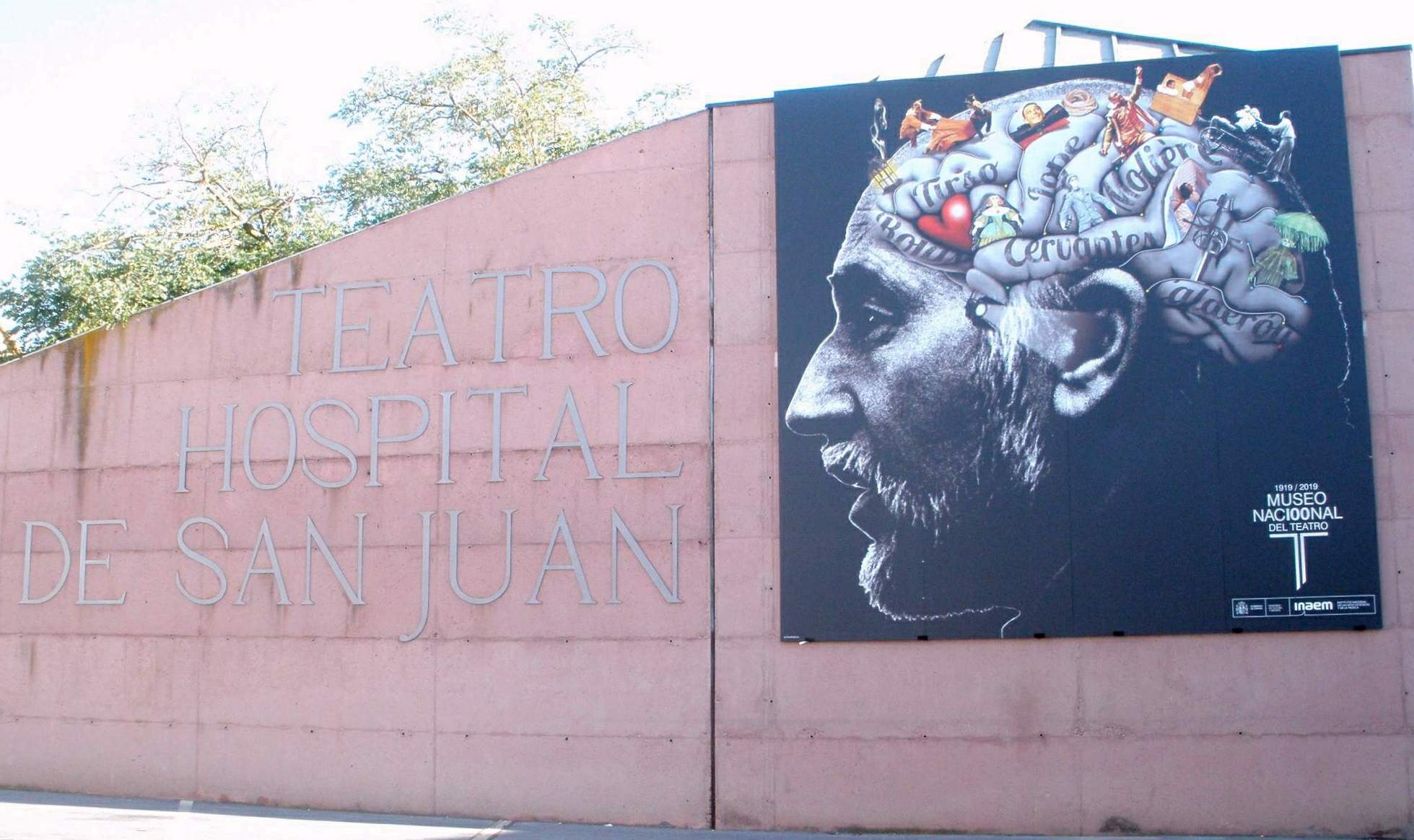
تصویر آدولفو مارسیاک بر روی دیوار

آدولفو مارسیاک (انگلیسی: Adolfo Marsillach؛ ۲۵ ژانویهٔ ۱۹۲۸ – ۲۱ ژانویهٔ ۲۰۰۲) یک نمایش‌نامه‌نویس، کارگردان تئاتر و بازیگر اهل اسپانیا بود.

## گزیدهٔ آثار

### تئاتر
- چه کسی از ویرجینیا وولف می‌ترسد؟ (۱۹۹۹)
- من ایستگاه بعدی پیاده می‌شوم. شما چطور؟ (۱۹۸۲)
- تارتوف (۱۹۷۸)
- مارا-ساد (۱۹۶۸)
- روسپی بزرگوار (۱۹۶۷)
- بعد از پائیز (۱۹۶۵)
- پیگمالیون (۱۹۶۴)
- یک میلیون دارم (۱۹۶۰)
- هاروی (۱۹۵۹)
- اوندینا (۱۹۵۸)
- خوانِ نازنین من (۱۹۵۷)
- چکاوک (۱۹۵۴)
- رئیس (۱۹۵۳)
- میدان برکلی (۱۹۵۲)
- وارثه (۱۹۵۱)
- در تاریکی سوزان (۱۹۵۰)

### سینما
- زمستان طولانی (۱۹۹۱)
- وسوسهٔ هرج‌ومرج (۱۹۹۰)
- اسکیلاچه (۱۹۸۹)
- توهمات عشق (۱۹۸۶)
- تلیسه (۱۹۸۵)
- جلسهٔ بی‌وقفه (۱۹۸۴)
- شهر سوخته (۱۹۷۶)
- همسر نایب‌السلطنه (۱۹۷۵)
- لالهٔ سیاه (۱۹۶۴)
- جوانک خوشحال (۱۹۶۲)
- گروه خلافکار ۱۱ نفره (۱۹۶۱)
- ۰۹۱، پلیس صحبت میکنه (۱۹۶۱)
- آرامش هرگز برقرار نمی‌شود (۱۹۶۰)
- ماربیل و خانوادهٔ عجیبش (۱۹۶۰)
- جهش به پیروزی و شکوه (۱۹۵۹)
- پرواز ۹۷۱ (۱۹۵۳)
- حوالی شهر (۱۹۵۲)
- دن‌خوان تنوریو (۱۹۵۲)
- ماریونا ریبول (۱۹۴۶)

### تلویزیون
- بخاطر بیاور زمانی را که (۱۹۸۷)
- رامون کاخال (۱۹۸۲)
- خانم گارسیا اعتراف می‌کند (۱۹۷۶)
- اتاق ۵۰۸ (۱۹۶۶)
- فرناندز، نقطه و ویرگول (۱۹۶۳)
- ساکت، داریم زندگی می‌کنیم (۱۹۶۲)
- گالری شوهران (۱۹۵۹)

## گزیدهٔ جوایز و افتخارات
- ۱۹۵۹ - برندهٔ جایزهٔ «بهترین بازیگر مرد» در جشنواره فیلم سن‌سباستین
- ۱۹۶۰ - برندهٔ لوح نقره‌ای بهترین بازیگر سینمای اسپانیا
- ۱۹۶۲ - برندهٔ جایزهٔ آنتن طلایی
- ۱۹۷۴ - برندهٔ جایزه ملی تئاتر
- ۱۹۷۶ - برندهٔ لوح نقره‌ای بهترین بازیگر تلویزیون اسپانیا
- ۱۹۷۸ - برندهٔ «جایزهٔ مایته» در تئاتر
- ۱۹۸۹ - برندهٔ جایزهٔ گویای «بهترین بازیگر نقش مکمل مرد»
- ۱۹۸۲ - برندهٔ جایزه طلایی برنامه‌های تلویزیونی (ت. پ طلایی)
- ۱۹۹۱ - مدال طلای لیاقت در هنرهای زیبا
- ۲۰۰۱ - برندهٔ جایزه «یک عمر فعالیت هنری» از سوی «انجمن بازیگران اسپانیا»